# Торстен Сюльван
Торстен Сюльван (швед. Torsten Sylvan, 28 січня 1895 — 26 квітня 1970) — шведський вершник.
Срібний призер Олімпійських Ігор 1924 року в командному триборстві.